# Mykola Bychok
Mykola Bychok, född 13 februari 1980 i Ternopil, är en kardinal och biskop i Ukrainska grekisk-katolska kyrkan. 
Bychok föddes i Ternopil, Ukraina, och gick redan som sjuttonårig in i Den allraheligaste Återlösarens kongregation, mera vardagligt kända som Redemptorister. Han prästvigdes för Lvivs eparki 2005, och tjänstgjorde en tid i Ryssland, innan han återvände till Ukraina där han utsågs till föreståndare för Sankt Josefs redemptoristiska kloster i Ivano-Frankivsk.
Han flyttade till USA 2015, för att tjänstgöra som kyrkoherde för den Ukrainska katolska församlingen i Newark, New Jersey. I januari 2020 utsåg påve Franciskus honom till biskop för Sankt Peters och Sankt Pauls ukrainska katolska eparki i Melbourne, Australien.
Den 6 oktober 2024 tillkännagav påve Franciskus att han ämnar upphöja biskop Bychok till kardinal, vilket skedde den 7 december samma år. Han gavs kardinalprästs rang, och tilldelades den för Ukrainska grekisk-katolska kyrkan symboliskt viktiga Santa Sofia a Via Boccea som titelkyrka. Han var vid tillfället 44 år och blev därmed den yngsta medlemmen av kardinalkollegiet. Bychok är också den yngste av de röstberättigade kardinaler som deltar i 2025 års konklav för att välja påve Franciskus efterträdare.